# Asticta quinquelinea
Asticta quinquelinea là một loài bướm đêm trong họ Erebidae.